# مايك ويلسون (لاعب كرة قاعدة)
مايك ويلسون (بالإنجليزية: Mike Wilson)‏ هو لاعب كرة قدم أمريكية أمريكي، ولد في 2 ديسمبر 1896 في Edge Hill, Pennsylvania ‏ في الولايات المتحدة، وتوفي في 16 مايو 1978 في بوينتون في الولايات المتحدة.

## وصلات خارجية
- صموئيل ويلسون على موقعبيزبول رفرنس.كوم (الدوري الرئيسي) (الإنجليزية)
- صموئيل ويلسون على موقعبيزبول رفرنس.كوم (الدوري الثانوي) (الإنجليزية)
- صموئيل ويلسون على موقع مرجع كرة القدم المحترفة.كوم (الإنجليزية)